# Allopauropus longiseta
Allopauropus longiseta är en mångfotingart som beskrevs av Paul Auguste Remy. Allopauropus longiseta ingår i släktet småfåfotingar, och familjen fåfotingar. Inga underarter finns listade i Catalogue of Life.